# Joy Mech Fight
Joy Mech Fight (ジョイメカファイト?) è un videogioco del genere picchiaduro sviluppato e pubblicato nel 1993 da Nintendo per Famicom. Commercializzato esclusivamente in Giappone, il titolo ha ricevuto conversioni per Nintendo 3DS, Wii, Wii U e Nintendo Switch, distribuite tramite Virtual Console e Nintendo Switch Online.

## Trama
Il protagonista del gioco è Sukapon (スカポン?), un robot rosa creato da un ricercatore per proteggere il mondo dalla minaccia del suo ex collega, uno scienziato pazzo che ha preso il controllo di sette robot, riprogrammandoli per scopi malvagi.

## Modalità di gioco
Nel videogioco sono presenti 36 diversi personaggi giocanti. Nella modalità storia è possibile controllare solamente otto dei lottatori disponibili, sebbene inizialmente sia disponibile solamente Sukapon.

## Super Smash Bros.
Sukapon di Joy Mech Fight compare tra gli adesivi del videogioco Super Smash Bros. Brawl. Il protagonista doveva essere presente come personaggio giocante in Super Smash Bros. Melee, ma è stato rimosso per ragioni economiche e legali. Viene reintrodotto in Super Smash Bros. Ultimate in veste di assistente.